# Lamin Bolong

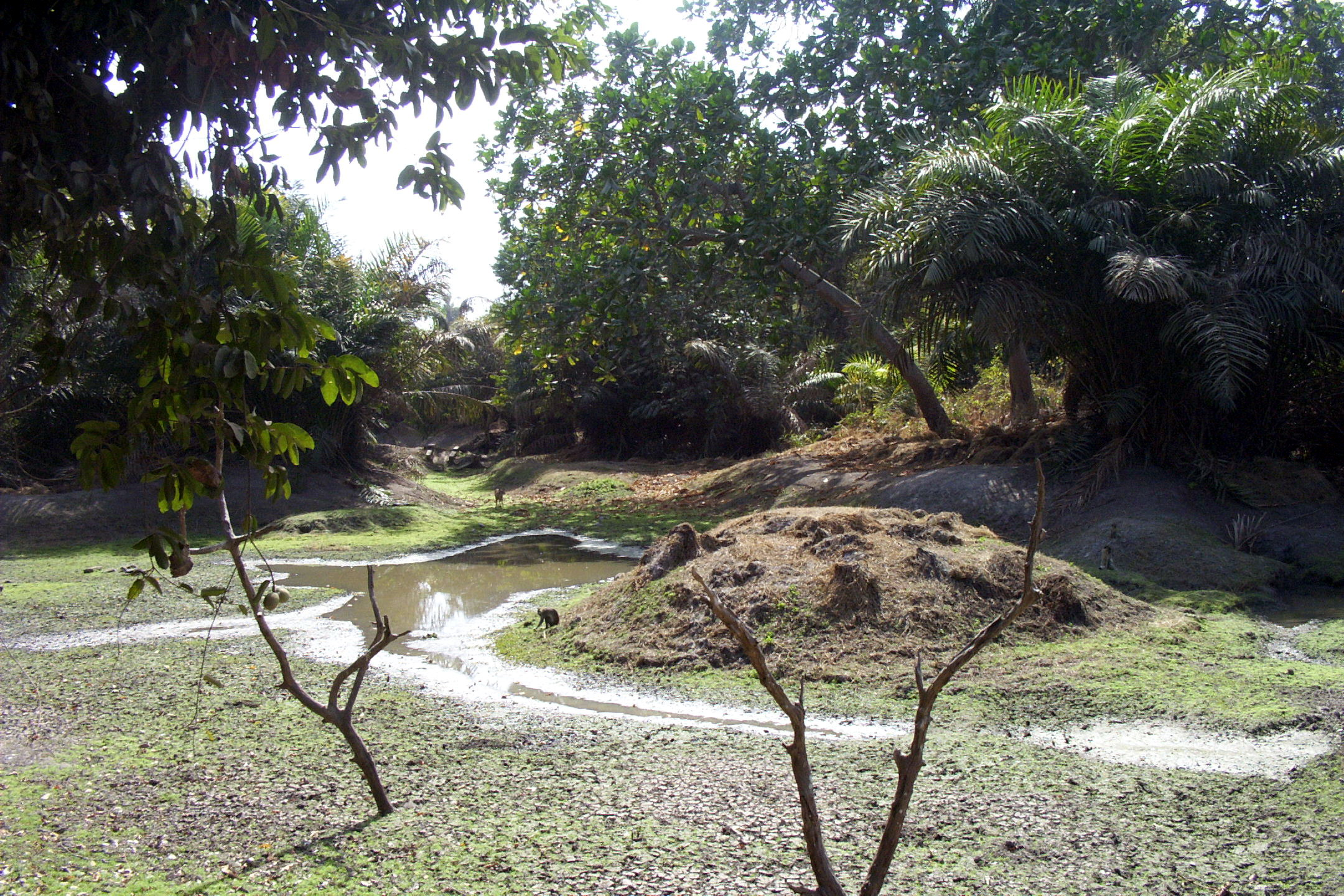
Im oberen Lauf, im Abuko Nature Reserve, fast ganz ausgetrocknet im Februar

Der Lamin Bolong ist ein kleiner linker Nebenarm des Ästuars das westafrikanischen Gambia-Flusses.

## Geographie
Der Bolong hat seine Ende im Abuko Nature Reserve und durchquert dieses Naturschutzgebiet in nordöstlicher Richtung im Mangrovenwald Tanbi Wetland Complex. Hier hat er eine Breite von zehn bis 15 Meter.
Nach ungefähr neun Kilometern gesamter Länge vereinigt er sich in diesem Kanalnetz bei einer Breite von 335 Meter bei der Koordinate 13° 24′ 59″ N, 16° 36′ 53″ W mit dem Daranka Bolong zum Lamin-Daranka-Channel.
Der Zusatz Bolong, den viele Nebenflüsse des Gambias haben, bedeutet in der Sprache der Mandinka „bewegliches Wasser“ oder „Nebenfluss“.